# Макнаб (Илиноис)
Макнаб (енгл. McNabb) град је у америчкој савезној држави Илиноис.

## Демографија
По попису из 2010. године број становника је 285, што је 25 (-8,1%) становника мање него 2000. године.
| Група             | 2000.        | 2010.       |
| Белци             | 310 (100,0%) | 271 (95,1%) |
| Афроамериканци    | 0 (0,0%)     | 1 (0,4%)    |
| Азијати           | 0 (0,0%)     | 0 (0,0%)    |
| Хиспаноамериканци | 0 (0,0%)     | 6 (2,1%)    |
| Укупно            | 310          | 285         |